# Il re è nudo
Il re è nudo è il primo album dei Pinguini Tattici Nucleari, pubblicato il 21 luglio 2014.

## Il disco
"Il re è nudo" è il primo album in studio del gruppo bergamasco, le cui tracce riprendono diversi generi musicali.

## Tracce
1. In vento (Intro) – 0:48
2. In vento – 3:21
3. Italia Italia – 2:54
4. Test di ingresso di medicina – 5:53
5. Jack il melo drammatico – 5:48
6. Bagatelle – 4:11
7. Ilaria – 4:46
8. Cancelleria – 4:28

## Formazione
- Riccardo Zanotti – voce
- Claudio Cuter – chitarra
- Cristiano Marchesi  – basso
- Lorenzo Pasini – chitarra
- Marco Sonzogni – batteria[2]